# 리처드 S. 해밀턴
리처드 스트라이트 해밀턴(영어: Richard Streit Hamilton, 1943년 1월 10일~2024년 9월 29일)은 미국의 기하학자이다.
1943년에 오하이오주 신시내티에서 태어났다. 1963년에 예일 대학교에서 학사 학위를, 1966년에 프린스턴 대학교에서 박사 학위를 수여받았다. 이후 캘리포니아 대학교 어바인, 캘리포니아 대학교 샌디에이고, 코넬 대학교 등에 있다가 컬럼비아 대학교 수학 교수가 되었다.